# Lutz (Fluss)
Die Lutz ist der etwa 30 km lange Hauptfluss des Großen Walsertals zwischen dem Bregenzerwald- und dem Lechquellengebirge. Sie ist ein nordöstlicher und rechter Nebenfluss der Ill, der im Vorarlberger Bezirk Bludenz verläuft.

## Name
Der Name des Flusses Lutz leitet sich vom lat.: Lutum ab und bedeutet Schmutz, trübes Wasser.

## Geographie

### Verlauf
Die Lutz entspringt als Lägerzunbach im Gebiet von Lägazun auf einer Höhe von etwa 2100 m ü. A. oberhalb der Metzgertobelalpe bei Buchboden und mündet nach 27,7 km bei Thüringen und Nenzing von Nordosten und rechts in die Ill.

### Einzugsgebiet
Ihr Einzugsgebiet umfasst insgesamt etwa 180 km² und wird über die Ill und den Rhein zur Nordsee entwässert. Zwischen Nenzing und Thüringen findet man an der Mündung noch einen naturbelassenen Auwald.

### Zuflüsse
Von der Quelle zur Mündung
| - Alpschellenbach (links) - Plattenbach (rechts) - Schwarzbach (rechts) - Pregimelbach (rechts) - Rüfetobel(bach) (rechts) - Giretobelbach (rechts) - Alpbach (rechts) - Rotenbrunnenbach (links) - Rinderbach (rechts) - Boschenbach (rechts) - Silbertobel(bach) (rechts) - Hutlabach (links) (ca. 10 km) - Wandfluhgraben (links) - Seebergbach (rechts) - Steinbach (links) | - Fontanellabach (rechts) - Türtschbach (rechts) - Sterisbach (links) - Weidenbach (links) - Ladritschbach (rechts) (ca. 5 km) - Valentschinabach (rechts) - Kreuztöbele (rechts) - Marulbach (Lasanggabach) (links) - Eschtobel(bach) (rechts) - Rüffibach (rechts) - Höllbach (rechts) - Rotbach (rechts) - Ganahstobel(bach) (links) - Schloßbach (links) |

## Nutzung
Das Wasser der Lutz wird von der illwerke vkw AG mit dem Speicher Raggal für das Kraftwerk Oberstufe Lutz und dem Speicher Gstins für das Kraftwerk Unterstufe Lutz zur Stromerzeugung genutzt.